# Xã Grafton, Quận Sibley, Minnesota
Xã Grafton (tiếng Anh: Grafton Township) là một xã thuộc quận Sibley, tiểu bang Minnesota, Hoa Kỳ. Năm 2010, dân số của xã này là 238 người.